# Ройал Банк Кап
Ройал Банк Кап — ежегодный турнир среди юниорских клубов, проводимый Канадской юниорской хоккейной лигой и федерацией хоккея Канады. Предшественником этого турнира был Манитоба Сентеннайл Трофи, который разыгрывался в течение 25 лет с 1971 по 1975 года. В турнире участвуют пять клубов: два из Западной Канады (первое и второе место Кубка западной Канады), по одному клубу из Центральной и Восточной Канады и хозяин турнира, который заранее определяется Канадской юниорской хоккейной лигой.